# Кіркук (нафтове родовище)
Кіркук — одне з найбільших газонафтових родовищ у світі. Розташоване на північному заході від міста Кіркук, Ірак. Входить в нафтогазоносний басейн Перської затоки. Поклади масивні склепінні. Нафта перекачується по нафтопроводу Кіркук — Джейхан в середземноморський порт Дьорт'ол, Туреччина.

## Опис
Родовище відкрито в 1927 році. Початкові запаси нафти близько 2185 млн т. Річний видобуток близько 50 млн т, накопичений (до 1984) — близько 1050 млн т. Основні запаси нафти зосереджені в серії Кіркук на глибині 300—1200 м. Пористість порід — 38 %, проникність — 1000 мД. густина нафти — 845 кг/м3; вміст S — 2,3 %.
Після повалення режиму Саддама Хусейна керівництво Курдистану взяло під контроль нафтові родовища на цій території. У липні 2014 року курдські воєнізовані формування пешмерга захопили два нафтових родовища в провінції Кіркук і змусили робочих арабського походження покинути виробництво, замінивши їх курдськими робочими. За кілька місяців до цього керівництво Курдської автономії вирішило експортувати нафту без санкції Багдада, заявляючи, що Багдад несправедливо розподіляє доходи від видобутку нафти в Курдистані. За даними ЗМІ, уряд Курдистану уклав близько 50 контрактів на видобуток нафти і газу в обхід іракського уряду. Серед компаній, які видобувають нафту в Курдській автономії найбільші американські компанії ExxonMobil і Chevron Corporation.

## Інтернет-ресурси
- U.S. checking possibility of pumping oil from northern Iraq to Haifa, via Jordan [Архівовано 17 листопада 2015 у Wayback Machine.]